# Kelloselkä
Kelloselkä är den södra delen av sjön Kellojärvi och Korpijärvi i Finland. Den ligger i landskapet Kajanaland, i den centrala delen av landet, 500 km norr om huvudstaden Helsingfors. Den sträcker sig 12,8 kilometer i nord-sydlig riktning, och 11,2 kilometer i öst-västlig riktning.